# Semáforo (computação)
Em ciência da computação, semáforo é uma variável especial protegida (ou tipo abstrato de dados) que tem como função o controle de acesso a recursos compartilhados (por exemplo, um espaço de armazenamento) num ambiente multitarefa. A invenção desse tipo de variável é atribuída  a Edsger Dijkstra, em 1965 e foi utilizado inicialmente no sistema operacional THEOS.

## Operações
O valor de um semáforo indica quantos processos (ou threads) podem ter acesso a um recurso compartilhado. As principais operações sobre semáforos são:
- Inicialização: Recebe um valor inteiro indicando a quantidade de processos que podem acessar um determinado recurso.
- Operação wait ou P: Decrementa o valor do semáforo. Se o semáforo está com valor zero, o processo é posto para dormir.
- Operação signal ou V: Se o semáforo estiver com o valor zero e existir algum processo adormecido, um processo será acordado. Caso contrário, o valor do semáforo é incrementado.

As operações de incrementar e decrementar devem ser operações atômicas, ou indivisíveis, ou seja, enquanto um processo estiver executando uma dessas duas operações, nenhum outro processo pode executar outra operação sob o mesmo semáforo, devendo esperar que o primeiro processo encerre a sua operação sob o semáforo. Essa obrigação evita condições de disputa entre vários processos.
No trabalho original, Dijkstra utilizou as letras P e V para denominar as operações, advindas dos verbos holandeses proberen (testar), e verhogen (incrementar). Em textos sobre computação, essas operações são denominadas por down e up, respectivamente. Em engenharia de Software, as denominações mais comuns são wait e signal, mas existe também as denominações take e release, ou pend e post.
Para evitar espera ocupada, que desperdiça processamento da máquina, a operação P utiliza uma estrutura de dados (geralmente uma FIFO). Quando um processo executa essa operação e o semáforo tem o seu valor zerado, este é posto na estrutura. Quando um outro processo executar a operação V e há processos na estrutura, uma delas é retirada (em uma FIFO).

## Algoritmos
- Algoritmo de inicialização:

```
Inicialização(Semáforo S, Inteiro N){
   S = N;
 }
```

- Algoritmo de Incremento:

```
 V(Semáforo S){   //semáforo Signal
   Se(S != 0)
      S++;
   Senão
      desbloqueia_processo();
 }
```

- Algoritmo de decremento:

```
 P(Semáforo S){    //semáforo Wait
   Se(S == 0)
     bloqueia_processo();
   S--;
 }
```

## Utilização
A utilização mais simples do semáforo é em situações na qual necessita-se que haja exclusão mútua, isto é, que só um processo execute por vez. Para isso utiliza-se um semáforo binário, com inicialização em 1. Esse semáforo binário atua como um mutex.